# Цай Сюйчжэ
Цай Сюйчжэ (кит. упр. 蔡旭哲, пиньинь Cài Xùzhé, родился в мае 1976 года) — военный лётчик ВВС КНР в звании старшего полковника НОАК. Китайский тайконавт (космонавт), совершивший полугодовой полёт на орбитальной станции «Тяньгун», в составе экипажа корабля «Шэньчжоу-14».

## Биография
Цай родился в деревне Цайчжан (кит. 蔡张村) городского уезда Шэньчжоу (кит. 衡水市) округа Хэншуй провинции Хэбэй в мае 1976 года, принадлежит к национальности хань. Проходя службу лётчиком-истребителем в ВВС НОАК, в 2010 году был выбран в отряд космонавтов КНР. Его имя в качестве космонавта стало известно в 2011 году.
5 июня 2022 года отправился в полугодовой полёт к станции «Тяньгун» в составе экипажа космического корабля «Шэньчжоу-14». Имя корабля является омофоном родного города Цая: звучат они на русском одинаково, но в китайском их первый слог имеет различные тона, и записываются они разными иероглифами.
17 сентября Цай совершил свой первый выход в открытый космос вместе с командиром Чэнь Дуном, длительностью 4 часа 12 минут.
29 октября 2024 года было объявлено о назначении Цай Сюйчжэ командиром пилотируемой миссии космического корабля «Шэньчжоу-19» для осуществления восьмой основной экспедиции на орбитальной станции Тяньгун..

## Статистика полетов Цай Сюйчжэ[8]
| #               | Статус в полете | Корабль, Миссия         | Старт, UTC               | Корабль посадки | Посадка, UTC          | Налёт                     | ВКД: время (количество) |
| --------------- | --------------- | ----------------------- | ------------------------ | --------------- | --------------------- | ------------------------- | ----------------------- |
| 1               | Член экипажа    | Шэньчжоу-14, Тяньгун(3) | 05.06.2022, 02:44:10 UTC | Шэньчжоу-14     | 04.12.2022, 12:09 UTC | 182 дня 9 часов 25 минут  | 9 часов 46 минут (2)    |
| 2               | Командир        | Шэньчжоу-19, Тяньгун(8) | 29.10.2024, 20:27:34     | Шэньчжоу-19     | 30.04.2025, 05:08:12  | 182 дня 8 часов 40 минут  | 24 часа 28 минут (3)    |
| Суммарный налёт | Суммарный налёт | Суммарный налёт         | Суммарный налёт          | Суммарный налёт | Суммарный налёт       | 364 дня 18 часов 4 минуты | 34 часа 14 минут (5)    |

### Комментарии
1. ↑  ВКД — Внекорабельная деятельность или выход в открытый космос